# Kovsuroaivi
Kovsuroaivi är ett berg i Finland.   Det ligger i den ekonomiska regionen Norra Lappland och landskapet Lappland, i den norra delen av landet, 1 000 km norr om huvudstaden Helsingfors. Toppen på Kovsuroaivi är 470 meter över havet, eller 169 meter över den omgivande terrängen. Bredden vid basen är 2,8 km.
Terrängen runt Kovsuroaivi är huvudsakligen platt, men söderut är den kuperad.  Trakten runt Kovsuroaivi är nära nog obefolkad, med mindre än två invånare per kvadratkilometer. Det finns inga samhällen i närheten. Omgivningarna runt Kovsuroaivi är i huvudsak ett öppet busklandskap.